# Relaciones Chile-República Centroafricana
Las relaciones Chile-República Centroafricana son las relaciones internacionales entre la República de Chile y la República Centroafricana.

## Historia
Chile y la República Centroafricana establecieron relaciones diplomáticas el 1 de marzo de 2016, a través de los embajadores de ambos países ante las Naciones Unidas, Cristián Barros y Ambroisine Kpongo, respectivamente. Poco antes, en enero de 2016, el Congreso Nacional de Chile aprobó el envío de tropas militares y apoyo logístico a la República Centroafricana, para apoyar las labores de paz y estabilización de la ONU en el país (MINUSCA), desplegándose un total de 9 oficiales del Ejército, de la Armada y de la Fuerza Aérea de Chile entre febrero de 2016 y junio de 2018 en las ciudades de Bangui, Kaga-Bandoro y Paoa.

## Relaciones comerciales
En 2023, el intercambio comercial entre ambos países ascendió a los 31 mil dólares estadounidenses, lo que supuso un 204% de crecimiento promedio anual en los últimos cinco años. Los principales productos exportados por Chile fueron manzanas, aisladores eléctricos, uvas y peras, mientras que la República Centroafricana exportó exclusivamente pantalones de algodón.

## Misiones diplomáticas
- La embajada de Chile ante las Naciones Unidas concurre con representación diplomática a la República Centroafricana.
- La embajada de República Centroafricana ante las Naciones Unidas concurre con representación diplomática a Chile.